# Kevin Jackson

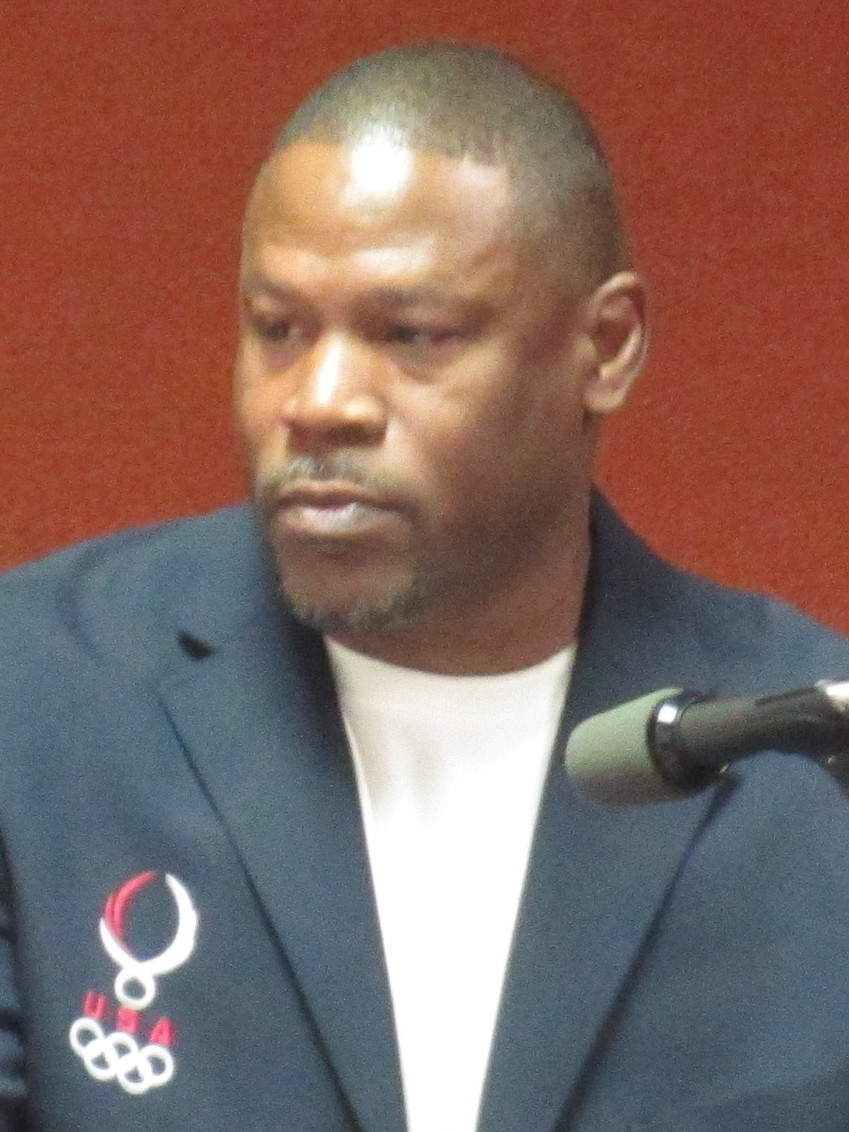

Kevin Jackson, född 1965 i Phoenix, Arizona, är en amerikansk brottare som tog OS-guld i mellanviktsbrottning i fristilsklassen 1992 i Barcelona.